# 亞甲基二氧吡咯戊酮
亚甲基二氧吡咯戊酮（Methylenedioxypyrovalerone, MDPV），俗稱浴鹽或喪屍浴鹽，是一种興奮劑屬性的精神藥物，去甲腎上腺素-多巴胺再攝取抑製劑（NDRI）的一種。在1969年開發時，它是一種不起眼的興奮劑。但濫用MDPV者有很危險的攻擊性。
MDPV已被證實導致心理及身體傷害。

## 外部連結
- Pubchem – similar compounds
- Meltzer, Peter C.; Butler, David; Deschamps, Jeffrey R.; Madras, Bertha K. . Journal of Medicinal Chemistry. 2006, 49 (4): 1420–32. PMC 2602954 . PMID 16480278. doi:10.1021/jm050797a.
- Erowid MDPV Vault （页面存档备份，存于）
- ChemSub Online: Methylenedioxypyrovalerone. （页面存档备份，存于）